# Shiny
Shiny（シャイニー）は、2007年のSUPER GTイメージガールとして活動した女性アイドルグループである。
ユニット名ロゴにはShinyの後に“❤”（ハートマーク）が付いている。

## メンバー
※生年月日順
| 名前 （よみ）                | 所属事務所 （活動当時）  | プロフィール                           | 備考                                                                                 |
| ---------------------------- | ------------------------ | -------------------------------------- | ------------------------------------------------------------------------------------ |
| 丹野友美 （たんの ともみ）   | フェイスネットワーク     | 1984年9月3日（40歳） 東京都出身、O型   | 東京オートサロンイメージガール「A-class」 2004年度メンバー                           |
| 鈴木礼央奈 （すずき れおな） | プラチナムプロダクション | 1985年6月5日（39歳） 神奈川県出身、A型 | 2006年houzan's cosmos サーキットレディ RACE QUEEN AWARD 2007グランプリ               |
| 志摩夕里加 （しま ゆりか）   | プラチナムプロダクション | 1986年11月8日（38歳） 埼玉県出身、B型  | 2006年ZENT sweeties 東京オートサロンイメージガール「A-class」 2007～2008年度メンバー |
| 佐藤里香 （さとう りか）     | プラチナムプロダクション | 1987年4月18日（37歳） 京都府出身、O型  | 『のりスタ!は～い』（テレビ東京）レギュラー 後に「さとう里香」と改名                 |

### メンバーについて
- プラチナム所属のメンバーだった3人の名前の姓と名を英語表記すると、Sで始まってAで終わるという共通点がある。
鈴木礼央奈・・・SUZUKI REONA
志摩夕里加・・・SHIMA YURIKA
佐藤里香・・・SATO RIKA
- 丹野はプラチナム所属の3人より年上だったが、4人中非プラチナム所属者が最年長となったのは2004年「vivace」の番ことみ以来であった[注 2]。
- なお、メンバー全員が昭和生まれのGTイメージガールは本ユニットが最後となっている[注 3]。
- 2019年現在、活動当時の事務所に在籍し続けているのは志摩夕里加（プラチナムプロダクション）のみである[1]。丹野友美は活動終了後の翌年2月、所属していたフェイスネットワークを退所[注 4]しフリーで撮影会を中心に活動していたが、程なくして表舞台から引退。鈴木礼央奈と佐藤里香（後に「さとう里香」と改名）は、プラチナムプロダクションに所属していたが、鈴木は2008年頃に退所。さとうは後述の戦隊ドラマ終了後の2011年頃にひっそりと表舞台から姿を消している。

## CD
いずれもavex traxより発売、2曲ともメンバー全員が作詞に関わっている。
- SUPER EUROBEAT presents SUPER GT 2007 -First Round-（2007年5月2日発売）　曲名『FOREVER STAR☆』
- SUPER EUROBEAT presents SUPER GT 2007 -Second Round- （2007年9月5日発売）　曲名『SHINY IN THE SKY』

## エピソード
- それまでイメージガールのメンバーは開幕戦のほぼ1〜2週前に公表されていたが、当時はSUPER GTのお家騒動[注 5]が発生した時期でもあったせいか、初お披露目は3月17日の開幕戦（鈴鹿サーキット）と遅かった[注 6]。また、『激走!GT』（テレビ東京系）におけるイメージガールの出演回数は、この年から次第に激減している。

- 5月26日と27日には札幌オートサロンに出演。中でも志摩はShinyとA-classの2ユニットで同時出演を果たした。ちなみにGTイメージガールが北海道でのイベントに出演したのはShinyが最後である[2]。
- 6月のマレーシア戦では志摩と丹野の2人だけが遠征。マレーシア戦限定のイメージガールを務めた藍原ももよ[注 7]と小口亜紀の2人と共にサーキットを盛り上げた。後年志摩はマレーシア遠征を振り返り「45度あった気温の中で汗が滝の様に流れた」と自身のブログで語っている[3]。ちなみに志摩と丹野は、この年の11月26日に行われた『2007モータースポーツアワード』にもアシスタントとして出席している。
- 東京・六本木でオートバックスセブンが手掛けていた施設「BACS cafe」[注 8]は、この年の9月18日から10月27日まで『SUPER GTカフェ』として営業。オープニングセレモニーではShinyのパフォーマンスも行われた[4]。
- 10月のオートポリス戦では丹野が海外出張、志摩と鈴木が東京でイベント出演、佐藤が別仕事のためイメージガール全員欠席という異例の事態となった[注 9]。また丹野は同月下旬から約半年間、三菱自動車のコンパニオンユニット『びしっこ』[注 10]のメンバーとして東京モーターショーや東京オートサロンなどのイベントに出演していたが、11月のGT最終戦（富士スピードウェイ）には出席していた。
- この年の12月28日にはフジテレビのイベント『HOT☆FANTASY ODAIBA』にて鈴木、志摩、佐藤が3人組の“Shiny”としてライブを開催。「FOREVER STAR☆」と「SHINY IN THE SKY」を熱唱した。
- 本ユニット活動から3年後の2010年にさとう里香はスーパー戦隊シリーズ『天装戦隊ゴセイジャー』にてゴセイピンク/エリを演じたが、GTイメージガール経験者が戦隊シリーズのメインキャストになったのはさとうのみである。